# Raspberry Pi Foundation
Raspberry Pi Foundation är en engelsk välgörenhetsorganisation som tillverkar Raspberry Pi-datorerna.